# Yrjö Hietanen
Yrjö Jalmari Hietanen, född 12 juli 1927 i Helsingfors, död 26 mars 2011 i Helsingfors, var en finländsk kanotist.
Hietanen blev olympisk guldmedaljör i K-2 1000 meter vid sommarspelen 1952 i Helsingfors.